# Келлерман, Барбара
Барбара Роуз Келлерман (англ. Barbara Rose Kellermann; род. 30 декабря 1949, Манчестер, Ланкашир) — английская актриса, отмеченная своими ролями в кино- и телефильмах.

## Биография
Родители Барбары, евреи, бежав от Гитлера, поселились в Лидсе, где Барбара росла средней из трёх детей. Её отец был академическим физиком, а её мать старшим преподавателем современных иностранных языков; у Барбары есть старший брат и младшая сестра. Она училась в Колледже театра и перформанса Роуз Бруфорд.

## Работы
Фильмы с её участием включают: «Раб Сатаны», «Клуб монстров» и «Морские волки».
Телевизионные постановки включают в себя телесериалы «Космос: 1999», «Сверкающие призы», «1990», «Профессионалы», «Смерть человека», «Quatermass» и «Хроники Нарнии». Она сыграла Белую колдунью в фильме «Лев, колдунья и платяной шкаф» (1988), старую ведьму в фильме «Принц Каспиан и Плавание на „Покорителе Зари“» (1989) и Зелёную колдунью в «Серебряном кресле» (1990).
На радио она изображала супершпиона из комиксов «Модести Блейз» в адаптации BBC World Service романа «Последний день в Лимбо».
Также она бывшая жена актёра Робина Скоби (род.  1945).